# Pelegrin I.

Peregrin I. di Povo di Beseno di Manzano († 8. avgust 1161), v virih v latinščini tudi Pelegrinus, je bil  Oglejski patriarh v letih med 1131 do smrti 1161. 
Peregrin naj bi bil iz plemiške družine iz Trentina, gospodov iz Povo.  Za Oglejskega patriarha je bil izvoljen po 7. aprilu  1131 in je nasledil patriarha Gerarda (1122–1129). Po kroniki iz samostana v Rožacu naj bi bil Gerard leta 1129 odstavljen. Potem pa naj bi bil še istega leta ali 1130 izvoljen za patriarha takratni oglejski arhidijakon Ulrik I. Ortenburški, vendar ga papež ni potrdil. Pozneje (cca 1135) je Ulrik stopil v Rožaški samostan.

## Politična aktivnost
Patriarh Peregrin I. je gospodaril Furlanski grofiji in Kranjski mejni grofiji, kar vse je prevzel po svojem predhodniku Gerardu in kar vse mu je potrdil papež Inocenc II. leta 1132. Peregrin je bil zvesti podpornik cesarja Konrada III. in  Friderika I. Barbarosse v njihovem boju proti rimskemu papežu. Hkrati pa je Peregrin I. imel dobre odnose s takratnim papežem Inocencem II., ki mu je leta 1132 podelil metropolitsko oblast čez šestnajst škofij in sedem opatij.  Ko je papež Inocenc II. leta 1135 sklical sinodo v Pisi, se je je udeležil patriarh Peregrin s svojimi sufragani.  Ob bivanju cesarja Lotarja III. v jeseni leta 1136 v severni Italiji, sta ga spremljala oglejski patriarh Peregrin I. in koroški vojvoda Ulrik , prav tako sta ob cesarju naslednjega leta v južni Italiji, kot tudi ob njegovi poti nazaj v Nemčijo jeseni 1137.
S salzburškim nadškofom Konradom (umrl 1147) je hitro dosegel dogovor o "miru in prijateljstvu" (pax et amicitia), v katerem je ta pristal plačati desetino Ogleju za posesti, ki jih ima nadškofija v patriarhatu. 
Konradov primer so sledili tudi drugi, ki so se zavezali plačati svojo desetino drugim prisotnim ko je bil dosežen dogovor na Binkošti.
Leta 1146 je patriarh Peregrin I. interveniral pri papežu Evgenu III. v Brescia.
Ob vračanju cesarja Konrada III. iz Palestine spomladi leta 1149 ga je v Ogleju sprejel Peregrin, ki ga je pospremil skupaj z drugimi odličniki preko Humina  v Šentvid na Koroškem. Patriarh Peregrin je spremljal tudi naslednjega cesarja Friderika I. na poti v Rim novembra 1154.  
Leta 1158  je Peregrin spremljal cesarja  Friderika Barbarosso  na   državnem zboru v Roncaglia, sklican blizu  Piacenze. Peregrin je bil s cesarjem Friderikom Barbaroso. ko se je ta vojskoval z mestom Milano leta 1158.  Avgusta 1158 so čete oglejskega patriarha  oblegale Milano, patriarh Peregrin I. pa se je skupaj z bamberškim škofom Eberhardom pogajal z Milančani o miru.  
Septembra 1159 je prišlo do izvolitve dveh papežev. Zato je cesar sklical sinodo v Paviji, kjer se je patriarh Peregrin I. s svojimi sufragani opredelil za  Protipapeža Viktorja IV. (1159–1164);  za Aleksandra III.  kot papeža pa sta se opredelila salzburški nadškof Eberhard in krški škof Roman.  Patriarh Peregrin I. je s svojimi četami pomagal cesarju še drugič oblegati Milano junija 1161  a je potem 8. avgusta umrl; pokopan je v Oglejski baziliki.

## Cerkvena in posvetna dejavnost na slovenskem narodnem območju
Oglejski patriarhi so takrat imeli cerkveno oblast nad vsemi slovenskimi pokrajinami južno od Drave, pod posvetno pa velik del Kranjske in del Primorske. Desetino, katero sta salzburški nadškof in krški škof odtegnila patriarhu Gerardu, sta brez ugovora priznala Peregrinu (št.112) 
Leta 1136 je patriarh Peregrin I. ustanovil samostan Stična. V ta namen so trije bratje plemiči Henrik, Dietrik in Majnhalm svoje posestvo v Stični izročili Oglejski cerkvi. Prvi menihi iz reda sv. Benedikta so prišli iz Runskega samostana in v Stični postavili cerkev sv. Ivana. (št.691). Prvi opat v tem samostanu je bil Vincenc, ki se omenja leta 1136. Ob ustanovitvi je patriarh samostanu podelil nekaj kmetij in desetin (št.130). Obsežnejša je bila patriarhova daritev samostanu leta 1145. Stiškim menihom je podelil Litijo, štiri vasi pri Šentvidu pri Stični, pet kmetij v Dobu. (št.312) Takrat je podelil tudi dve kmetiji v Cerknici na Notranjskem. Leta 1139 je patriarh podelil dve kmetiji pri Tolminu samostanu sv. Marije v Ogleju. (št. 152,153)
Leta 1140 je patriarh Peregrin I. med ustanovitelji benediktinskega samostana v Gornjem gradu in je za zidavo prispeval 30 mark (št. 157). Plemič Dietbald Kager je tega leta prepustil svoj grad in ogromno posest v gornji Savinjski dolini Oglejski cerkvi z namenom, da se v Gornjem Gradu ustanovi benediktinski samostan. Grad in k njemu spadajoči dvor ter precejšen del drugih posesti je obdržala oglejska cerkev oziroma patriarh Peregrin I., ostalo pa je dobil samostan. (št. 157) S to listino je podelil dva dela desetin po Gornjegrajski in Braslovški fari samostanu. Peregrin je dodal še deset kmetij V Furlaniji v vasi Budrio in pet v vasi Kozica med Beneškimi Slovenci. (št. 157,210, 223) Kralj Konrad III. je leta 1147 potrdil samostanu njegova posestva (št. 228) Prvi opat v tem samostanu je bil Bertold. (št. 210) 
Okoli leta 1145 je bil patriarh v hudih sporih glede oglejske posesti z zaščitnikom in advokatom Oglejskega patriarhata  goriškim grofom Engelbertom II.. Ko je patriarh dal poklicati Engelbert predse, je ta prišel z vojaki in ga dal v ječo, od koder so ga kasneje rešili drugi patriarhovi vazali. Pomirila sta se šele leta 1150. (št.267) .
Leta 1146 je patriarh Peregrin I. za neki grad v Furlaniji prepustil koroškemu grofu Bernardu in njegovi ženi med drugim desetine v Konjiški prafari   in dva dela desetin v Slivniški in Hoški fari. (partes decimarum olebium, Scilicet de Covnuwiz et Schliuniz...) (št.222) 
Leta 1154 je patriarh Peregrin I. prepustil cerkev v Mošnjah pri Lescah treviškemu škofu Ulriku, ki je bil brat grofa Majnharda iz Šumberka. Istega leta je cerkev v Preddvoru, tri njene kmetije in podružnično cerkev v Tupaličah z desetinami prepustil Vetrinjskemu samostanu. (št.336) Temu samostanu je prepustil tudi desetino v Preddvoru (št. 323). Leta 1154 je patriarh podelil samostanu v Dobrli vasi del desetin od vina in drugih stvari v Škalski fari pri Šoštanju, korarskemu zboru v Dobrli vasi pa potrdil faro v Libeličah z dvema kapelama v Lokovici oziroma Možici. Določil je, da naj kanoniki žive kot redovniki po redu sv. Avguština. Za vzdrževanje samostana jim je potrdil Dobrlaveško faro z vsemi kapelami ter kapelo sv. Jurija na Šentjurski gori blizu Klopinjskega jezera. (št. 327)